# メトロ・ピクチャーズ
メトロ・ピクチャーズ・コーポレーション（Metro Pictures Corporation）は、1915年にフロリダ州ジャクソンビルで設立されたアメリカ合衆国の映画製作会社であり、後のメトロ・ゴールドウィン・メイヤー（MGM）の前身である。ニューヨーク、ロサンゼルス、時にはニュージャージー州フォートリーの借用施設で映画を製作していた。1919年に買収された。

## 歴史

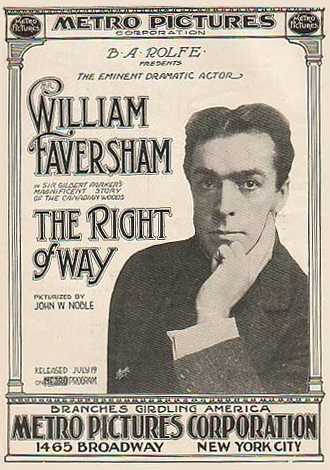
1915年の映画『The Right of Way』の広告（ウィリアム・フェーヴァーシャム出演）

メトロ・ピクチャーズは、1915年2月に映画配給会社として設立された。「エクスチェンジ・マン」たちによって設立され、リチャード・A・ローランドが社長、ジョージ・グロンバッハーが副社長、ルイス・B・メイヤーが秘書を務めた。グロンバッハーはポートランドとシアトルで配給業を行っていた。ローランドとメトロの第二副社長ジェームズ・B・クラークは、ピッツバーグを拠点とするローランド＆クラーク社の出身である。メトロは30万ドルの資本金で設立され、映画製作を配給業者の管理下に置くことを目的としていた。ローランドは、いくつかの製作会社の連合体であるアルコ・フィルムズの配給会社に投資していたが、メイヤーはアルコを避けるためにメトロを設立し、パラマウント、ミューチュアル・フィルム、ユニバーサルに吸収されることを回避するよう説得した。メトロには、アルコから移籍したロルフ・フォトプレイズやポピュラー・プレイズ＆プレイヤーズが参加した。さらに、コロンビア、（1915年から1917年）、クオリティ・ピクチャー・コーポレーション、ダイレダなどがメトロと提携した。メイヤーは1918年に独自の製作会社を設立するために退社した。
1919年、メトロはハリウッドのリリアン・ウェイとエレノア・ストリートにスタジオを設立し、1920年にはローマイン・ストリートとカフエンガ・ブールバードにまたがる広大なスタジオを建設した。そのバックロットは、ハリウッドのN.カフエンガ・ブールバード、ウィロビー・アベニュー、ワーリング・アベニューに囲まれたリリアン・ウェイ東側に設立された（現在はレッド・スタジオ・ハリウッドが所在する）。
メトロの初上映作品は、1915年3月29日に公開された『Satan Sanderson』であり、ロルフ・フォトプレイズによって製作され、当初はアルコ・フィルムズによって配給される予定だった。メトロ最初の自社製作作品は、1915年8月2日に公開された『Sealed Valley』である。イギリスでは、ウィリアム・フレデリック・ジュリーがメトロの映画を配給した。
1920年、同社はマーカス・ロウに買収され、彼の劇場チェーンへの映画配給源となった。しかし、ロウはメトロの作品数や質に満足せず、1924年に同社をゴールドウィン・ピクチャーズ、ルイス・B・メイヤー・プロダクションズと統合し、新会社メトロ・ゴールドウィン・メイヤー（MGM）を設立した。メイヤーは所有者ではなく、常に従業員としての立場にあった。

## スターたち
第一次世界大戦期のメトロ・ピクチャーズの最大のスターは、フランシス・X・ブッシュマンとビバリー・ベイン、ハロルド・ロックウッドとメイ・アリソンというロマンティックなペアだった。このほか、重要な女優としてメイ・マレーやヴィオラ・ダナ、舞台出身のライオネル・バリモア、エセル・バリモア、エミー・ウェーレン、エミリー・スティーブンスが挙げられる。1924年にMGMに統合される前には、リリアン・ギッシュ、バスター・キートン、ジャッキー・クーガン、マリオン・デイヴィス、ラモン・ノヴァロ、ウォーレス・ビアリー、ルイス・ストーンといったスターたちも所属するようになった。

## モーション・ピクチャー・スタジオ
1924年にメトロの映画ライブラリーとスターたちはMGMに統合されたものの、ローランドのロサンゼルスにあった映画スタジオの一部は独立した存在として存続した。このスタジオは当初4ブロックにまたがっていたが、そのうちの1ブロックは1940年代まで単にモーション・ピクチャー・スタジオという名前で稼働し、その後1950年代から1960年代にかけてジェネラル・サービス・スタジオやデジル・スタジオとして知られた。1974年にはレンマー・スタジオに改名され、2010年1月にレッド・デジタル・シネマ・カメラ・カンパニーに買収された後、レッド・スタジオ・ハリウッドに改称された。この施設はハリウッドのメルローズ・アベニュー北側、カフエンガ・ブルバードに位置し、ヴァイン・ストリートのミュージシャンズ AFM ローカル47のすぐ裏手にある。
デビッド・E・ケリーは、『ピケット・フェンス』、『アリー my Love』、『ザ・プラクティス ボストン弁護士ファイル』など、いくつかのテレビシリーズをこのスタジオで撮影した。

## フィルモグラフィー
1965年、MGMアーカイブ#7の保管施設で発生した火災により、1924年以前に製作されたすべてのメトロ・ピクチャーズおよびルイス・B・メイヤー・ピクチャーズのオリジナルネガやプリントが焼失した。その結果、1930年以前のMGM長編映画の半数以上が完全に失われている。1986年3月25日、テッド・ターナーが彼のターナー・ブロードキャスティング・システムを通じて、カーク・カーコリアンから1924年以前のメトロ・ピクチャーズを含むMGMを6億ドルで購入した。
フォートリー（ニュージャージー州）で撮影された作品
- The Eternal Question（1916） - オルガ・ペトロワ出演
- The Divorcée（1919） - エセル・バリモア出演
- What People Will Say?（1915） - アリス・ギイ・ブラシェ監督
- Sealed Valley（1915） - ドロシー・ドネリー出演